# Mylo Hubert Vergara
Mylo Hubert Claudio Vergara (ur. 23 października 1962 w Manili) – filipiński duchowny katolicki, biskup Pasig od 2011.

## Życiorys

### Prezbiterat
Święcenia kapłańskie otrzymał 24 marca 1990 i został inkardynowany do archidiecezji manilskiej. Przez kilkanaście lat pracował w seminarium w Makati, zaś w latach 1994-2001 był jego rektorem. W 2001 został proboszczem w Quezon City, zaś dwa lata później, po powstaniu diecezji Cubao, został kanclerzem nowo utworzonej kurii.

### Episkopat
12 lutego 2005 został mianowany biskupem ordynariuszem diecezji San Jose. Sakry biskupiej udzielił mu 30 kwietnia 2005 metropolita Manili - kardynał Gaudencio Rosales.
20 kwietnia 2011 papież Benedykt XVI mianował go biskupem ordynariuszem Pasig.
W grudniu 2021 został wiceprzewodniczącym Konferencji Biskupów Filipin.